# نادي ستاروجارد جدانسكي لكرة السلة
نادي ستاروجارد جدانسكي لكرة السلة (بالبولندية: Polpharma Starogard Gdański) هو فريق كرة سلة بولندي تأسس في سنة 1998. ينافس في الدوري البولندي لكرة السلة.

## الإنجازات
- كأس بولندا لكرة السلة: 1

2011
- كأس السوبر البولندية لكرة السلة: 1

2011

## أبرز اللاعبين
من أبرز اللاعبين الذين لعبوا معه:
- مارتيناس أندريوشكفيتشيوس

## وصلات خارجية
- الموقع الرسمي